# Kettenbrückengasse (metropolitana di Vienna)
Kettenbrückengasse è una stazione della linea U4 della metropolitana di Vienna situata nel 5º distretto. 

## Descrizione
La stazione si trova in una trincea parallela al fiume Vienna tra Wehrgasse e Kettenbrückengasse e ha due binari paralleli con accesso da banchine laterali.
Le uscite conducono al centro della città attraverso una scala fissa che porta direttamente sul Kettenbrücke. Da qui si possono raggiungere anche il mercato delle pulci del sabato - uno dei più grandi del suo genere in Austria - e il Naschmarkt. L'altra uscita porta verso Eggerthgasse e Falco-Stiege con una scala fissa e un ascensore. Nelle vicinanze si trova anche l'ufficio del mercato della città di Vienna. 
A causa del bacino d'utenza della stazione di Karlsplatz, i dintorni dell'uscita di Kettenbrückengasse sono diventati una zona di spaccio di droga.

## Storia
La stazione fu realizzata in origine dalla Commissione per le strutture di trasporto di Vienna su progetto di Otto Wagner come fermata della linea Unter Wiental della ferrovia urbana (Stadtbahn) a vapore. Prima dell'assegnazione del nome attuale, nei primi progetti era denominata Kettenbrücke oppure Rudolfsbrücke. La costruzione fu completata nel novembre 1896 e la fermata entrò in servizio il 30 giugno 1899. La stazione fu chiusa nel 1918 al termine della prima guerra mondiale e riaperta nel 1925 come parte della nuova Stadtbahn elettrificata di Vienna. Fino al 1976, la stazione era servita dalle linee WD (Wiental-Donaukanal) e DG/GD.
È stata poi adeguata ai requisiti per il servizio come fermata della metropolitana. Lo stile della struttura originale di Otto Wagner è stato preservato solo parzialmente nell'edificio di ingresso. La zona dei binari è stata ricostruita secondo gli standard architettonici della metropolitana di Vienna con il colore verde che caratterizza la linea U4. La stazione della metropolitana entrò in servizio il 27 ottobre 1980. Gli ascensori della stazione sono stati messi in funzione il 2 aprile 1999.

## Ingressi
- Kettenbrückengasse
- Wehrgasse